# 강릉 오죽헌 율곡매
강릉 오죽헌 율곡매(江陵 烏竹軒 栗谷梅)은 대한민국 강원특별자치도 강릉시 죽헌동, 오죽헌에 있는 매실나무이다. 2007년 10월 8일 대한민국의 천연기념물 제484호로 지정되었다.

## 개요
오죽헌이 들어설 당시인 1400년경에 이 매화나무도 같이 심겨졌다하며, 신사임당과 율곡이 직접 가꾸었다고 전해진다. 신사임당은 고매도, 묵매도 등 여러 매화 그림을 그렸고, 맏딸의 이름도 매창(梅窓)으로 지을 만큼 매화를 사랑하였다. 신사임당이 태어날 당시부터 이미 상당히 굵었을 고목 매화를 보아온 추억을 살려 훗날 매화 그림으로 승화시켰을 것으로 짐작되는 역사성이 깊은 나무이다.
매화의 여러 품종 중 꽃 색깔이 연분홍인 홍매(紅梅) 종류이며, 3월20일 전후 꽃이 필 때는 은은한 매향이 퍼져 오죽헌을 더욱 경건하게 한다. 다른 매화나무에 비하여 훨씬 알이 굵은 매실이 달리는 귀중한 자원이라는 점에서 학술적인 가치가 크다.

## 같이 보기
- 오죽헌

## 참고 도서
- 문화재청, 《문화재이야기여행 천연기념물 100선 보관됨 2016-08-28 - 웨이백 머신》, pp82~87, 2016-03-31

## 참고 자료
- 강릉 오죽헌 율곡매 - 국가유산청 국가유산포털